# Filippo Baroncini
Filippo Baroncini (* 26. srpna 2000) je italský profesionální silniční cyklista jezdící za UCI WorldTeam UAE Team Emirates XRG.

## Hlavní výsledky
2018
Národní šampionát
3. místo silniční závod juniorů
2019
4. místo Trofeo Città di Brescia
2020
vítěz Vicenza–Bionde
5. místo Trofeo Città di San Vendemiano
2021
Mistrovství světa
 vítěz silničního závodu do 23 let
9. místo časovka do 23 let
Národní šampionát
 vítěz časovky do 23 let
2. místo silniční závod do 23 let
Giro Ciclistico d'Italia
vítěz 4. etapy (ITT)
Mistrovství Evropy
 2. místo silniční závod do 23 let
7. místo časovka do 23 let
L'Étoile d'Or
3. místo celkově
vítěz 2. etapy
3. místo Gran Premio Sportivi di Poggiana
4. místo Coppa Sabatini
Giro della Regione Friuli Venezia Giulia
6. místo celkově
9. místo Ruota d'Oro
10. místo Piccolo Giro di Lombardia
2022
Národní šampionát
5. místo silniční závod
5. místo časovka
Tour Poitou-Charentes en Nouvelle-Aquitaine
7. místo celkově
2023
6. místo Grosser Preis des Kantons Aargau
Tour de Wallonie
9. místo celkově
2024
1. místo SUPER 8 Classic